# Asteroscopus megala
Asteroscopus megala är en fjärilsart som beskrevs av Franz Dannehl 1926. Asteroscopus megala ingår i släktet Asteroscopus och familjen nattflyn. Inga underarter finns listade i Catalogue of Life.